# Uspienka (rejon tatarski)
Uspienka (ros. Успенка) – wieś (dieriewnia) w Rosji, w obwodzie nowosybirskim, w rejonie tatarskim. W 2010 liczyła 290 mieszkańców.